# Box 4 CD (Jaromír Nohavica)
Box 4 CD (2007) je hromadná reedice alb Jaromíra Nohavici Mikymauzoleum (1993), Tři čuníci (1994), Darmoděj a další (1995) a Divné století (1996). Alba vyšla beze změny na čtyřech CD. Graficky je box řešen podobně jako čtyřdiskový box Karla Plíhala vydaný stejný den.